# Charette-Varennes
Charette-Varennes ist eine französische Gemeinde im Département Saône-et-Loire in der Region Bourgogne-Franche-Comté. Sie gehört zum Arrondissement Louhans und zum Kanton Pierre-de-Bresse. Der Ort hat 434 Einwohner (Stand 1. Januar 2022), sie werden Charettois, resp. Charettoises genannt. Die Gemeinde Charette hat sich am 1. Januar 1970 mit der damaligen Gemeinde Varennes-sur-le-Doubs zusammengeschlossen.

## Geografie

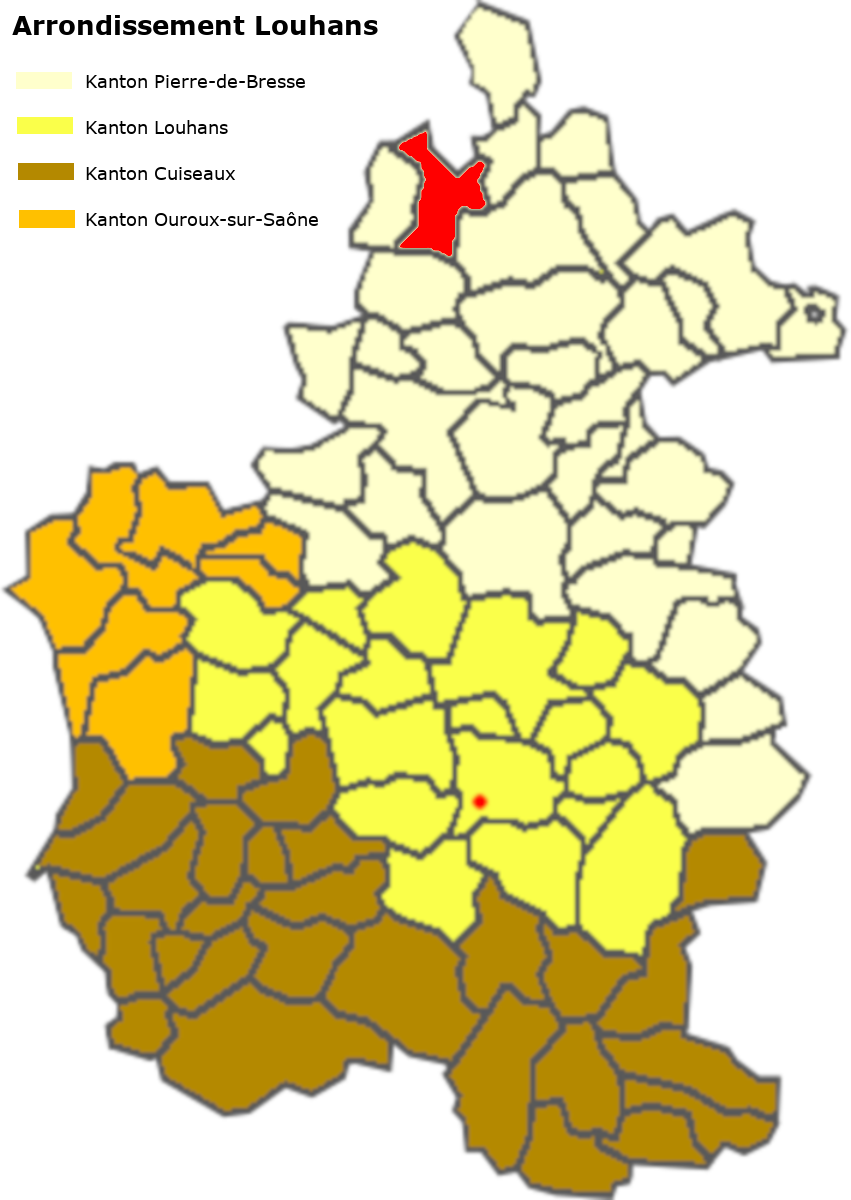
Lage der Gemeinde im Arrondissement Louhans

Die Gemeinde Charette-Varennes liegt mit dem südlichen Gemeindegebiet in der Landschaft Bresse, die Gebiete nördlich der Étangkette (Étang des Bois, Étang du Milieu und Étang de la Chainée) werden bereits der Landschaft Vallée de la Saône zugerechnet. Charette liegt auf einem Hügel am linken (südlichen) Ufer des Doubs. Varennes-sur-le-Doubs liegt etwas nordwestlich in einer Doubsschleife. Der Bourg liegt westlich einer Doubsschleife von etwa 340°, von der nach Süden ein Stillwasser, genannt Les Mortes abzweigt, in das La Charetelle mündet. Die Gemeindegrenze folgt heute nicht genau dem Verlauf des Doubs, sondern verläuft zu Longepierre sowohl südlich als auch nördlich des Flusses. Durch das südliche Gemeindegebiet fließt zudem die Guyotte und bildet anschließend einen Teil der westlichen Gemeindegrenze.
Durch die Gemeinde verläuft die Departementsstraße D73 von Frontenard im Westen durch Charette und anschließend nach Süden Richtung Pierre-de-Bresse. Die D73 verläuft teilweise auf der Trasse der alten Römerstraße, die Chalon-sur-Saône mit Pierre-de-Bresse und Tavaux verband. Im südlichen Teil der Gemeinde liegt eine Kette von vier Étangs, die durch einen Bief, ein künstlicher Wasserlauf für die Bewirtschaftung der Étangs, in die Guyotte entwässert werden. Das südliche Gemeindegebiet – insbesondere im Bereich der Étangs – ist stark bewaldet, im Weiteren findet sich lediglich zwischen den Ortsteilen Charette und Varennes noch ein größeres Waldstück.
Zur Gemeinde gehören folgende Weiler und Fluren: Bas-de-Charette, Bois-de-Varennes, la Boucherie, le Bourg-Neuf, la Chapelle, Longbois, Château-de-Varennes, la Maison-Rouge, la Palette, la Pommelée, Quintin, les Rapilles, Recule, la Reppe, Varennes-sur-le-Doubs.

### Klima
Das Klima in Charette-Varennes ist warm und gemäßigt. Es gibt das ganze Jahr über deutliche Niederschläge, selbst der trockenste Monat weist noch hohe Niederschlagsmengen auf. Die Klassifikation des Klimas nach Köppen und Geiger ist Cfb ((Gemäßigtes) Ozeanklima). Die Temperatur liegt im Jahresdurchschnitt bei 11,9 °C. Der wärmste Monat ist der Juli mit einer Durchschnittstemperatur von 21,0 °C, der kälteste der Januar mit 3,2 °C. Über ein Jahr verteilt summieren sich die Niederschläge auf 1065 mm, dabei ist der November mit 110 mm der niederschlagsreichste, während Juli und August als trockenste Monate 78 mm aufweisen. Über das ganze Jahr werden etwa 2649 Sonnenstunden gezählt.
|                        | Jan | Feb | Mär  | Apr  | Mai  | Jun  | Jul  | Aug  | Sep  | Okt  | Nov  | Dez |   |      |
| Mittl. Temperatur (°C) | 3,2 | 3,8 | 7,5  | 11,1 | 15,0 | 19,1 | 21,0 | 20,6 | 16,9 | 12,8 | 7,3  | 4,0 | ⌀ | 11,9 |
| Mittl. Tagesmax. (°C)  | 6,2 | 7,6 | 11,9 | 15,8 | 19,4 | 23,8 | 25,8 | 25,5 | 21,5 | 16,9 | 10,5 | 6,8 | ⌀ | 16   |
| Mittl. Tagesmin. (°C)  | 0,5 | 0,4 | 3,1  | 6,2  | 10,2 | 14,0 | 16,0 | 15,7 | 12,6 | 9,0  | 4,3  | 1,4 | ⌀ | 7,8  |
|                        |     |     |      |      |      |      |      |      |      |      |      |     |   |      |
| Niederschlag (mm)      | 90  | 77  | 77   | 88   | 96   | 81   | 78   | 78   | 87   | 103  | 110  | 100 | Σ | 1065 |

| 0,5 |

| 0,4 |

| 3,1 |

| 6,2 |

| 10,2 |

| 14,0 |

| 16,0 |

| 15,7 |

| 12,6 |

| 9,0 |

| 4,3 |

| 1,4 |

| 0,5 |

| 0,4 |

| 3,1 |

| 6,2 |

| 10,2 |

| 14,0 |

| 16,0 |

| 15,7 |

| 12,6 |

| 9,0 |

| 4,3 |

| 1,4 |

## Toponymie
Varennes entstand wohl aus dem mittellateinischen Varenna als Bezeichnung für unkultiviertes, sumpfiges Land, hatte aber auch die Bedeutung von Wäldchen, das zumeist dem Grundherrn für die Jagd vorbehalten war.
Charette scheint seinen Namen von der Tatsache abzuleiten, dass die Bewohner von Quintin ihre Wagen dort abzustellen pflegten.

## Geschichte
Im 10. und 11. Jahrhundert war der Ortsteil Charette von Leprakranken bewohnt, das Dorf entstand hier erst im 15. Jahrhundert. Bis dahin bildete Quintin (heute ein Weiler südsüdwestlich von Charette) das hauptsächliche Siedlungsgebiet. Quintin und der benachbarte Weiler Longbois waren ein Lehen der Herren von Verdun-sur-le-Doubs. Im Weiler Quintin sind noch Reste der ehemaligen Burg zu sehen, die dort im 14. Jahrhundert bestand. Die Bewohner zogen es damals vor, in Quintin zu wohnen, wo das Klima weniger feucht war, pflegten jedoch ihre Karren und Wagen (frz.: la charrette) im heutigen Siedlungsgebiet abzustellen, wodurch später der Ortsname entstand.
Eine Kapelle aus dem 13. Jahrhundert befand sich nahe am Flussufer, beherbergte eine Heilige Jungfrau der Kranken und der Schiffer, überstand mehrere Überschwemmungen, bis sie schließlich 1920 endgültig zerstört wurde. Die heutige Kirche stammt aus der Mitte des 18. Jahrhunderts, ist dem Heiligen Remigius geweiht und der Turm ist mit glasierten Ziegeln gedeckt. In einem Annex befindet sich die gerettete Heilige Jungfrau. Gemäß dem Rodel von 1481 waren die Bewohner von Charette gehalten, ihr Brot im Ofen des Grundherrn zu backen. Als Backlohn hatten die Leute das 18. Brot abzuliefern. 1518 wurde am Doubs eine Mühle errichtet und aus den Rodeln ist ersichtlich, dass die Herren von Varennes das Recht hatten, Gold aus den Doubs zu waschen. 1740 besaß der Marquis de Broissia, Herr von Neublans, Ehrenritter des Parlements einen Ring, der aus Goldsplittern aus dem Doubs angefertigt war.
1880 bestand noch eine Ziegelei (gegründet durch Emile Jacob). Die Mairie-École wurde 1907 fertiggestellt. Das heutige Altersheim war ursprünglich ein Haus für Schwestern und das heutige Hotel-Restaurant liegt in der Villa Crays.
Die Herrschaft von Varennes war ein Lehen von Longepierre (Gemeinde nördlich des Doubs) und wurde durch die Familie de Vienne am Ende des 13. Jahrhunderts den Grafen von Burgund verkauft. 1729 wurde die Herrschaft durch die Familie de Truchis übernommen, die noch heute Besitzer des neuen Schlosses (erbaut Anfang des 19. Jahrhunderts) sind. 1988 bestanden noch 18 Landwirtschaftsbetriebe in Charette und drei in Varennes.
Ein großes Kreuz im Zentrum des Dorfes wurde 1862 errichtet und erinnert daran, dass die Kirche 1793 zerstört worden war. Seit damals gehören die Gläubigen von Varennes zur Pfarrei Charette. Die Schule, die später Mairie wurde, wurde 1847 erbaut.
1996 wurden die beiden Gemeinden Charette und Varennes-sur-le-Doubs vereinigt zur heutigen Gemeinde Charette-Varennes (Die Tabelle der Einwohnerzahlen enthält beide Gemeinden, auch in der Zeit, als sie noch getrennt waren).

### Die Herren von Charette
Bereits 1374 wird ein «befestigtes Haus» erwähnt. 1490 erscheint  Pierre Chabot Brion als Herr von Charette. Später gelangte das Lehen an Edme Vadot, einen Bürger von Chalon-sur-Saône. Edme hatte Abigaïl Mathieu († 1638) geheiratet, Witwe von fünf Ehemännern, Wohltäterin der Armen und der Kirchen von Chalon. Das Lehen ging über an Bouquinet de Lante  und im 18. Jahrhundert an seinen Enkel, Louis Quarré de Quintin, Oberstaatsanwalt am Parlement von Burgund. Schließlich fiel es an seinen Erben, de Grosbois, erster Präsident des Parlement von Besançon.

### Die Herren von Varennes
Das Lehen Varennes-sur-le-Doubs war im 16. und 17. Jahrhundert den Thomas, Berater am Parlement. Die Herrschaft gelangte später an die de Truchis. 1780 war Lehensherr François de Truchis. Er war gleichzeitig Pächter und damit Nutznießer der königlichen Kastellanei von Frontenard.

### Heraldik
Seit 2023 schmückt ein neu kreiertes Wappen die Homepage der Gemeinde Charette-Varennes. Das Wappen wurde geschaffen durch Jean-Françcois Binon und soll die Besonderheiten der Gemeinde hervorheben. Das Wappen ist schräg geviertelt und weist im Feld 1 auf Blau eine doppelte silberne Wellenlinie auf, die auf die Nähe des Doubs hinweist. Feld 2 zeigt auf Gold ein C als kursive Majuskel und repräsentiert den Gemeindeteil Charette, ergänzt wird das Feld durch einen grünen Rohrkolben, der die Feuchtgebiete entlang des Doubs darstellt. Feld 3 zeigt in Gold ein V als kursive Majuskel und vertritt den Gemeindeteil Varennes-sur-le-Doubs zusammen mit einem grünen Maiskolben, der auf die Landwirtschaft in der Gemeinde hinweist. Das Feld 4 gibt einen Hinweis auf die Lage der Gemeinde, nämlich die Bresse, deren inoffizielles regionales Wappen der steigende Hermelinlöwe auf Blau ist.
Die Originalblasonierung des Wappens lautet wie folgt: Écartelé en sautoir: au 1er d'azur à deux fasces ondées d'argent, au 2e d'or à la lettre cursive majuscule C de sable accompagnée en chef d'un épi de blé tigé et feuillé de sinople, au 3e d'or à la lettre cursive majuscule V de sable accompagnée en pointe d'un épi de maïs feuillé de sinople, 4 4e d'azur au lion d'hermine.

## Bevölkerung
| Charette-Varennes: Einwohnerzahlen von 1793 bis 2020 | Charette-Varennes: Einwohnerzahlen von 1793 bis 2020 | Charette-Varennes: Einwohnerzahlen von 1793 bis 2020 | Charette-Varennes: Einwohnerzahlen von 1793 bis 2020 | Charette-Varennes: Einwohnerzahlen von 1793 bis 2020 |
| --- | ---------------------------------------------------- | ---------------------------------------------------- | ---------------------------------------------------- | ---------------------------------------------------- |
| Jahr |                                                      |                                                      |                                                      | Einwohner                                            |
| 1793 | 1793                                                 |                                                      | 613                                                  | 613                                                  |
| 1800 | 1800                                                 |                                                      | 805                                                  | 805                                                  |
| 1806 | 1806                                                 |                                                      | 816                                                  | 816                                                  |
| 1821 | 1821                                                 |                                                      | 775                                                  | 775                                                  |
| 1831 | 1831                                                 |                                                      | 808                                                  | 808                                                  |
| 1836 | 1836                                                 |                                                      | 855                                                  | 855                                                  |
| 1841 | 1841                                                 |                                                      | 853                                                  | 853                                                  |
| 1846 | 1846                                                 |                                                      | 889                                                  | 889                                                  |
| 1851 | 1851                                                 |                                                      | 900                                                  | 900                                                  |
| 1856 | 1856                                                 |                                                      | 928                                                  | 928                                                  |
| 1861 | 1861                                                 |                                                      | 919                                                  | 919                                                  |
| 1866 | 1866                                                 |                                                      | 927                                                  | 927                                                  |
| 1872 | 1872                                                 |                                                      | 915                                                  | 915                                                  |
| 1876 | 1876                                                 |                                                      | 965                                                  | 965                                                  |
| 1881 | 1881                                                 |                                                      | 919                                                  | 919                                                  |
| 1886 | 1886                                                 |                                                      | 916                                                  | 916                                                  |
| 1891 | 1891                                                 |                                                      | 857                                                  | 857                                                  |
| 1896 | 1896                                                 |                                                      | 843                                                  | 843                                                  |
| 1901 | 1901                                                 |                                                      | 819                                                  | 819                                                  |
| 1906 | 1906                                                 |                                                      | 827                                                  | 827                                                  |
| 1911 | 1911                                                 |                                                      | 822                                                  | 822                                                  |
| 1921 | 1921                                                 |                                                      | 689                                                  | 689                                                  |
| 1926 | 1926                                                 |                                                      | 643                                                  | 643                                                  |
| 1931 | 1931                                                 |                                                      | 618                                                  | 618                                                  |
| 1936 | 1936                                                 |                                                      | 602                                                  | 602                                                  |
| 1946 | 1946                                                 |                                                      | 522                                                  | 522                                                  |
| 1954 | 1954                                                 |                                                      | 498                                                  | 498                                                  |
| 1962 | 1962                                                 |                                                      | 498                                                  | 498                                                  |
| 1968 | 1968                                                 |                                                      | 465                                                  | 465                                                  |
| 1975 | 1975                                                 |                                                      | 415                                                  | 415                                                  |
| 1982 | 1982                                                 |                                                      | 401                                                  | 401                                                  |
| 1990 | 1990                                                 |                                                      | 362                                                  | 362                                                  |
| 1999 | 1999                                                 |                                                      | 354                                                  | 354                                                  |
| 2006 | 2006                                                 |                                                      | 371                                                  | 371                                                  |
| 2009 | 2009                                                 |                                                      | 401                                                  | 401                                                  |
| 2014 | 2014                                                 |                                                      | 441                                                  | 441                                                  |
| 2020 | 2020                                                 |                                                      | 453                                                  | 453                                                  |
| Quelle(n): EHESS/Cassini bis 2006, ab 2009 INSEE Anmerkung(en): • Ab 1962 offizielle Zahlen ohne Einwohner mit Zweitwohnsitz • Die Vereinigung von Charette und Varennes-sur-le-Doubs erfolgte 1996. In diesem Diagramm sind die Zahlen für beide Teilgemeinden enthalten • Höchste Einwohnerzahl 1876 mit 965, tiefste Einwohnerzahl 1999 mit 354 (36,7 % vom Maximum) |                                                      |                                                      |                                                      |                                                      |

| Bevölkerungsstruktur | Anzahl Einwohner | männlich | weiblich | davon Ausländer | Anteil % |
| -------------------- | ---------------- | -------- | -------- | --------------- | -------- |
|                      | 443              | 214      | 229      | 11              | 2,4      |

| Männer | Alterstufe | Frauen |
| ------ | ---------- | ------ |
| 8      | 90 + älter | 12     |
| 21     | 75–89      | 22     |
| 46     | 60–74      | 46     |
| 52     | 45–59      | 51     |
| 34     | 30–44      | 39     |
| 22     | 15–29      | 23     |
| 31     | 0–14       | 36     |

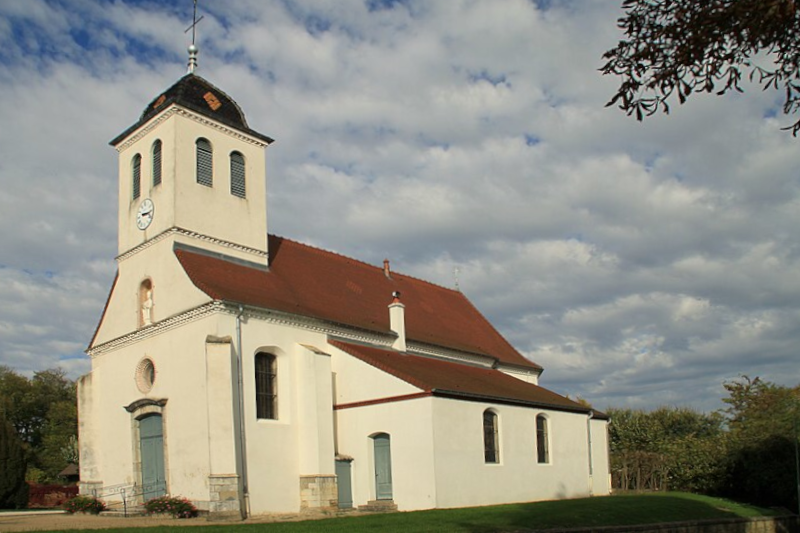
Kirche Saint-Paul von Charette-Varennes mit Annex der Heiligen Jungfrau

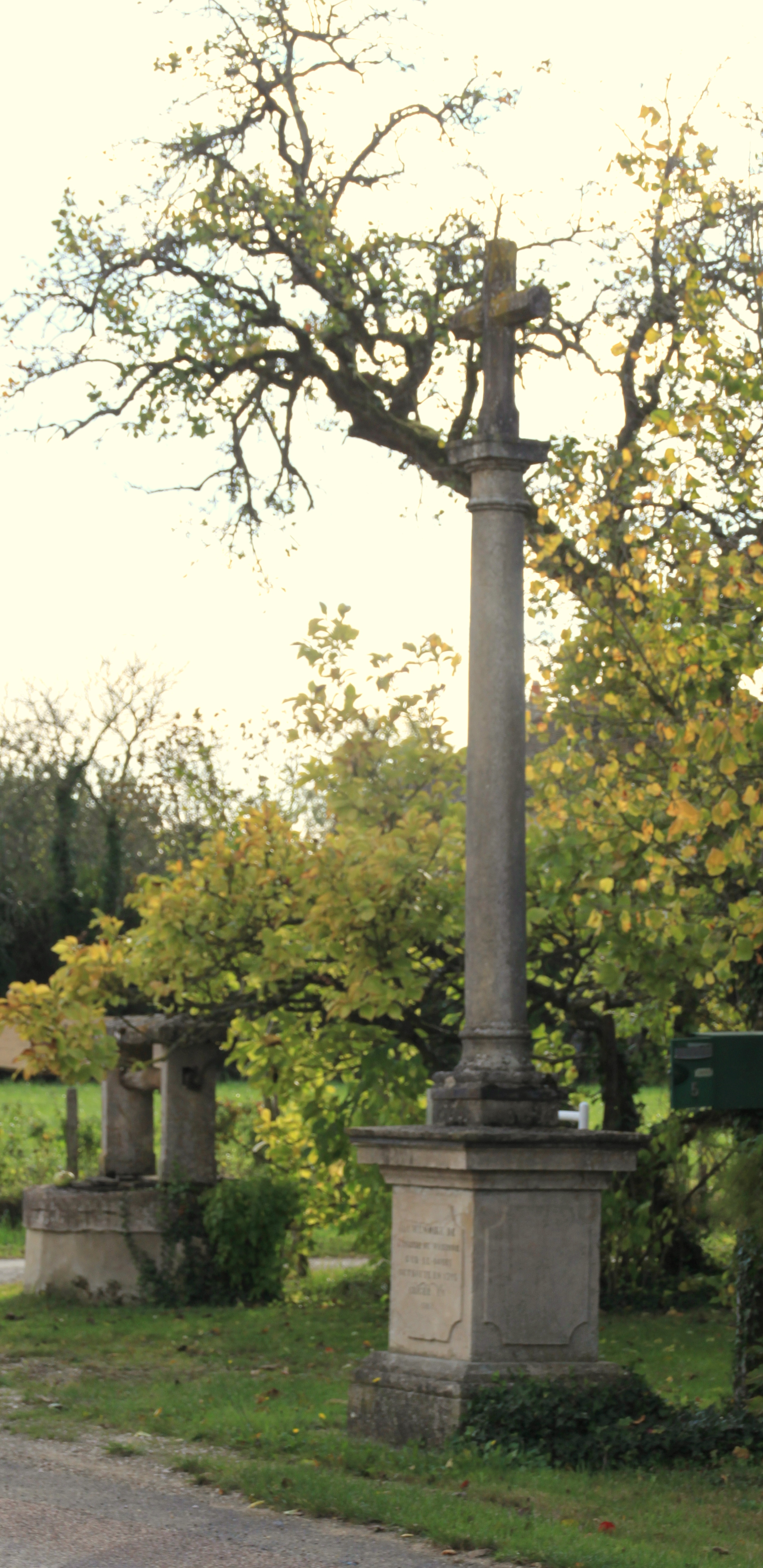
Kreuz in Varennes zur Erinnerung an die zerstörte Kirche

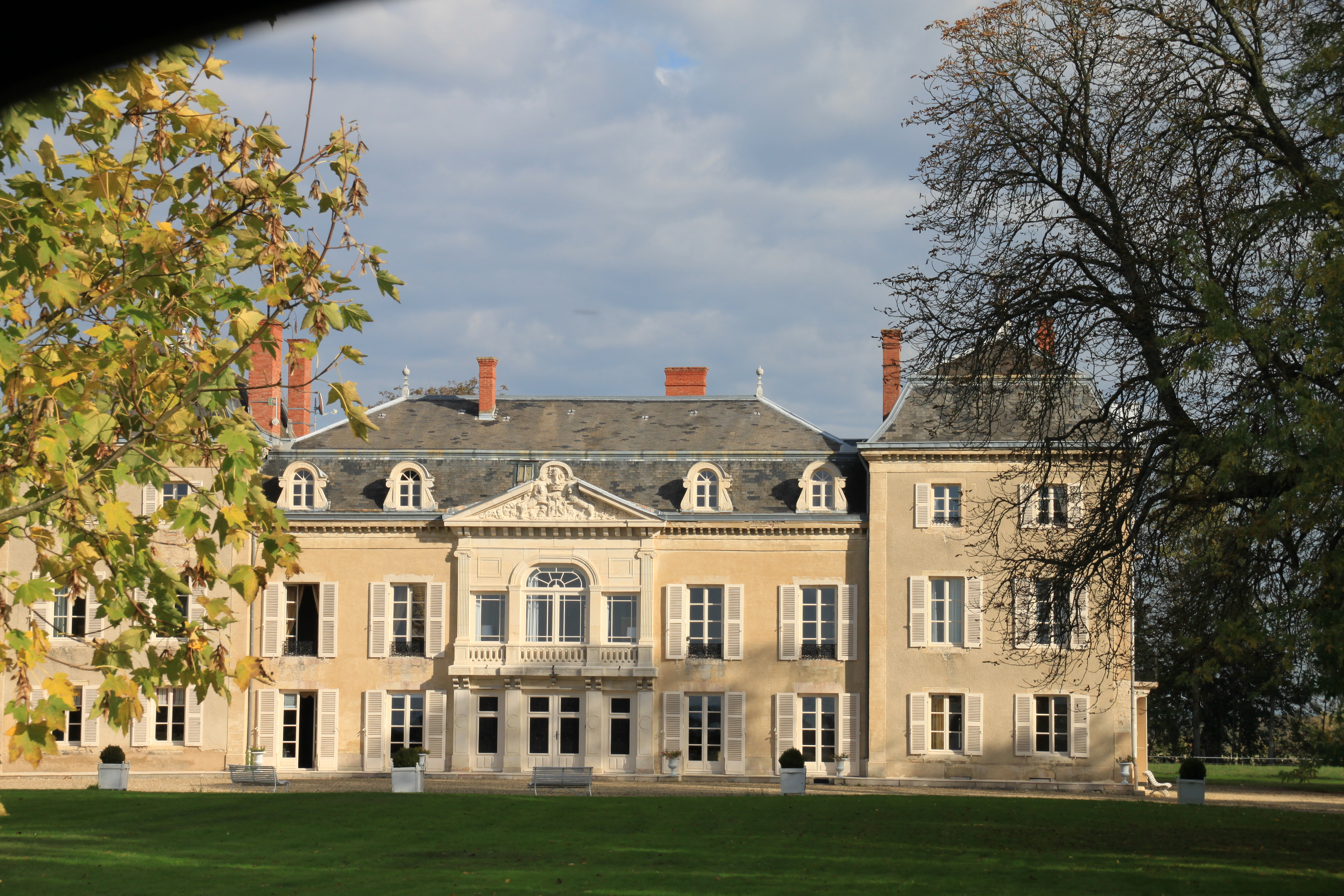
Schloss der de Truchis in Varennes

Die Bevölkerungsstruktur zwischen Männern und Frauen weist einen Überhang zugunsten der Frauen auf, sie machen 51,7 % der Bevölkerung aus. Dabei sind 42 % der Bevölkerung jünger als 45 Jahre. Demgegenüber machen die über 60-Jährigen 35 % der Bevölkerung aus und sind im Rentenalter.
| Wohnstruktur               | Anzahl Wohneinheiten | davon Häuser | Wohnungen | sonstige |
| -------------------------- | -------------------- | ------------ | --------- | -------- |
|                            | 280                  | 270          | 8         | 2        |
| davon Hauptwohnsitz        | 197                  |              |           |          |
| Zweit- oder Ferienwohnsitz | 52                   |              |           |          |
| vakant                     | 31                   |              |           |          |

## Wirtschaft und Infrastruktur

### Unternehmen, Betriebe, Ladengeschäfte und Einrichtungen
In der Gemeinde befinden sich nebst Mairie und Kirche folgende Unternehmen nach Branchen:
| Branche                                                           | Anzahl Betriebe |
| ----------------------------------------------------------------- | --------------- |
| Industrie und verarbeitendes Gewerbe                              | 1               |
| Baugewerbe                                                        |                 |
| Groß- und Einzelhandel, Verkehr, Beherbergung und Gastronomie     | 9               |
| Information und Kommunikation                                     | 1               |
| Finanz- und Versicherungsdienstleistungen                         | 1               |
| Grundstücks- und Wohnungswesen                                    |                 |
| Freiberufliche, wissenschaftliche und technische Dienstleistungen | 4               |
| Öffentliche Verwaltung, Unterricht, Gesundheits- und Sozialwesen  | 1               |
| Sonstige Dienstleistungen                                         | 3               |
| Land- und Forstwirtschaftsbetriebe                                | 9               |

In der Gemeinde befindet sich eine Bäckerei, ein Sportartikelgeschäft, zwei Bauhandwerksbetriebe und ein Haushaltgerätegeschäft. Zudem ist in der Gemeinde ein Fußballplatz, ein Sportplatz/-halle, ein Seniorenheim, ein Mehrzwecksaal, zwei Hotelbetriebe (10 Zimmer) und eine Gîte. Mit den Gütern des täglichen Bedarfs versorgen sich die Einwohner in Pierre-de-Bresse oder in Seurre.

### Geschützte Produkte in der Gemeinde
Als AOC-Produkte sind in Charette-Varennes Volaille de Bresse und Dinde de Bresse zugelassen, außer in den Gemeindeteilen nördlich des Doubs.

### Bildungseinrichtungen
Charette-Varennes verfügt über keine eigenen schulischen Einrichtungen. Die Kinder werden in Schulen der umliegenden Gemeinden ausgebildet.